# Brekinszka
Brekinszka (horvátul: Brekinska, 1991-ig Brekinjska) falu Horvátországban Pozsega-Szlavónia megyében. Közigazgatásilag Lipikhez tartozik.

## Fekvése
Pozsegától légvonalban 51, közúton 64 km-re északnyugatra, községközpontjától légvonalban 12, és közúton 15 km-re északnyugatra, Nyugat-Szlavóniában, a Brekinska-patak partján fekszik. Keletről Strižičevac, nyugatról Antunovac, délről Gaj, északról Govedje Polje falvak határolják.

## Története
1872. október 7-én Brekinska területén egyedülálló régészeti leletet találtak. Végh Antal földműves a Grahovište nevű dűlőben levő földjén szántott, amikor az ekéje beleakadt valamibe. A cserépedény olyan nagy és súlyos volt, hogy azt csak a közeli földeken dolgozó parasztok segítségével tudta kiemelni. Mivel az edényt nem tudták kinyitni összetörték és mintegy 50 darab, egyformára kidolgozott bronz szekercét találtak benne. A leletek mint később kiderült a vučedoli kultúra késői időszakához tartoztak. A régészek a lelet korát az i. e. 1850 körüli időre becsülték. Abban az időben ez volt az első bronzkori lelet Horvátország és Szlavónia területéről, de a 20. század elejéig is csak két ilyen lelőhely volt egész Szlavóniában. A leletek többsége Zágrábba a régészeti múzeumba került, de jutott belőle Ljubljanába, Grazba, Budapestre a Nemzeti Múzeumba, de még Párizsba is.
Brekinska területe valószínűleg már a középkorban lakott volt. Az 1334-ben „Item sancti Mychaelis de Dewecher” alakban említett devecseri Szent Mihály plébániát Josip Buturac ide helyezi. Feltételezését arra alapozza, hogy a 18. században egy régi templom romjai feküdtek itt, ahol kápolnát építettek Szent Mihály tiszteletére. Ugyanezt a plébániát említik 1517-ben „Myholcz” néven, Márton nevű plébánosát pedig 1501-ben említik „Martinus plebanus de Myholcz” alakban. A térséget a 16. század közepén szállta meg a török. A lakosság legnagyobb része az ország biztonságosabb részeire menekült, másokat rabságba hurcoltak.
A török uralom után a területre a 17. század végétől folyamatosan telepítették be a keresztény lakosságot. Miután újraalakították Pozsega vármegyét területe a pakráci uradalom része lett. Több tulajdonos után 1760-tól a Jankovich család birtoka. Az első katonai felmérés térképén „Dorf Brekinske” néven találjuk. 
Lipszky János 1808-ban Budán kiadott repertóriumában „Brekinszka” néven szerepel. Nagy Lajos 1829-ben kiadott művében „Brekinszka” néven 89 házzal, 518 katolikus vallású lakossal találjuk. A Jankovichok a 19. században a katolikus horvátok mellé a Dél-Dunántúlról jelentős számú kálvinista magyart telepítettek a faluba.
1857-ben 295, 1910-ben 561 lakosa volt. 1910-ben a népszámlálás adatai szerint lakosságának 55%-a magyar, 40%-a horvát, 4%-a cseh anyanyelvű volt. Pozsega vármegye Daruvári járásának része volt. Az első világháború után 1918-ban az új szerb-horvát-szlovén állam, majd később (1929-ben) Jugoszlávia része lett. 1991-ben lakosságának 54%-a horvát, 27%-a magyar, 11%-a szerb nemzetiségű volt. 2011-ben 126 lakosa volt.

## Lakossága
| Lakosság változása | Lakosság változása | Lakosság változása | Lakosság változása | Lakosság változása | Lakosság változása | Lakosság változása | Lakosság változása | Lakosság változása | Lakosság változása | Lakosság változása | Lakosság változása | Lakosság változása | Lakosság változása | Lakosság változása | Lakosság változása |
| ------------------ | ------------------ | ------------------ | ------------------ | ------------------ | ------------------ | ------------------ | ------------------ | ------------------ | ------------------ | ------------------ | ------------------ | ------------------ | ------------------ | ------------------ | ------------------ |
| 1857               | 1869               | 1880               | 1890               | 1900               | 1910               | 1921               | 1931               | 1948               | 1953               | 1961               | 1971               | 1981               | 1991               | 2001               | 2011               |
| 295                | 424                | 465                | 525                | 541                | 561                | 562                | 537                | 528                | 536                | 480                | 308                | 244                | 199                | 156                | 126                |

## Nevezetességei
Mihály arkangyal tiszteletére szentelt római katolikus templomát 1932-ben építették, mára belül teljesen felújították. Szolgálatát a gaji plébános látja el.
Református temploma ma már nagyon rossz állapotban áll. A templom 1905-ben épült, a falu református magyar lakossága építette. A 20. század elején pasztorális ház is állt mellette. A magyar lakosság nagy részét a második világháborúban elüldözték a partizánok, az épület sokáig gazdátlanul állt. Az épület rossz állaga miatt Lipik városa nemrég pénzt különített el a tetőzet felújítására.

## Gazdaság
A település lakói főként mezőgazdaságból élnek.

## Kultúra
2013-ban a Horvátországi Magyarok Demokratikus Szövetsége szervezésében a településen megnyílt a magyar ház, mely a helyi magyar kisebbség kulturális értékeit mutatja be. A magyar ház fenntartója a lipiki magyarok egyesülete, mely 119 tagot számlál.

## Egyesületek
Brekinska önkéntes tűzoltóegyletét 1929-ben alapították.